# Eugène-Henri Gravelotte
Eugène-Henri Gravelotte vagy Eugène Henry Gravelotte (Párizs 7. kerülete, 1876. február 6. – Bénodet, 1939. augusztus 23.) olimpiai bajnok francia tőrvívó.

## Sportpályafutása
A legelső újkori nyári olimpián, az 1896. évi nyári olimpiai játékokon, Athénban indult vívásban, egy versenyszámban: tőrvívásban veretlenül lett olimpiai bajnok.
Klubcsapata a Corichon volt.
Az első világháborúban teljesített szolgálatáért a Francia Köztársaság Becsületrendjével jutalmazták.